# Kōsaku Yosida
Kōsaku Yosida (japonès: 吉田耕作)  (Hiroshima, 7 de febrer de 1909 - Tòquio, 20 de juny de 1990) va ser un matemàtic japonès.
Tot i haver nascut a Hiroshima, Yosida va créixer i va ser escolaritzat a Tòquio, on va estudiar a la universitat de Tòquio, en la qual es va graduar el 1933. A partir d'aquesta data va fer recerca a la universitat d'Osaka, en la qual es va doctorar el 1939. El 1942 va ser nomenat professor de la universitat de Nagoya i el 1953 de la d'Osaka. Finalment, el 1955, va passar a ser professor de la universitat de Tòquio, de la qual es va retirar per edat el 1969. Des de 1969 va ser professor a la universitat de Kyoto i director de l'Institut de Recerca en Ciències Matemàtiques de la universitat. De 1972 a 1979 va ser professor a la universitat Gakushuin.
Els seus treballs de recerca va ser, sobre tot, en els camps de l'anàlisi matemàtica, l'anàlisi funcional, la topologia i el càlcul operatiu. Un dels seus treballs més importants, va ser en la teoria dels semigrups fortament continus amb la teoria de Hille-Yosida. El 1948 Yosida va poder mostrar una caracterització dels semigrups contractius fortament continus amb l'ajuda de l'anomenada aproximació de Yosida. Això es podria estendre més tard a semigrups generals fortament continus. Va escriure uns quants llibres de text i un bon nombre d'articles científics.